# Église de la Dormition-de-la-Mère-de-Dieu de Rekavice
Pour les articles homonymes, voir Église de la Dormition-de-la-Mère-de-Dieu.
L'église de la Dormition-de-la-Mère-de-Dieu (en serbe cyrillique : Храм Успења Пресвете Богородице ; en serbe latin : Hram Uspenja Presvete Bogorodice) est située en Bosnie-Herzégovine, sur le territoire du village de Rekavice et sur celui de la Ville de Banja Luka. Cette église a été construite en 1921.